# James Stewart, I duca di Richmond
James Stewart, I duca di Richmond e IV duca di Lennox (6 aprile 1612 – 30 marzo 1655), è stato un nobile e politico inglese.
Egli era il cugino del re Carlo I Stuart

## Biografia

### Giovinezza

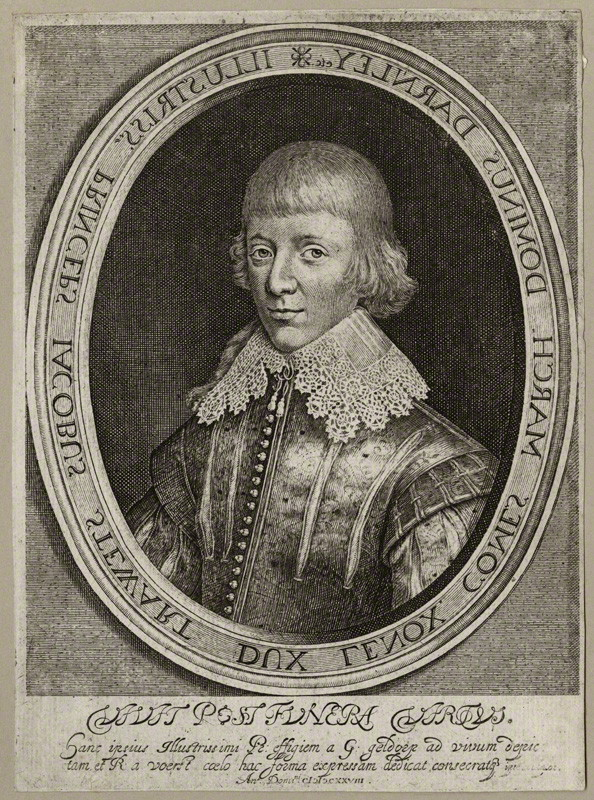
Il Duca di Lennox in giovane età

Nacque il 6 aprile 1612 da Esmé Stewart, III duca di Lennox e da Katherine Clifton.

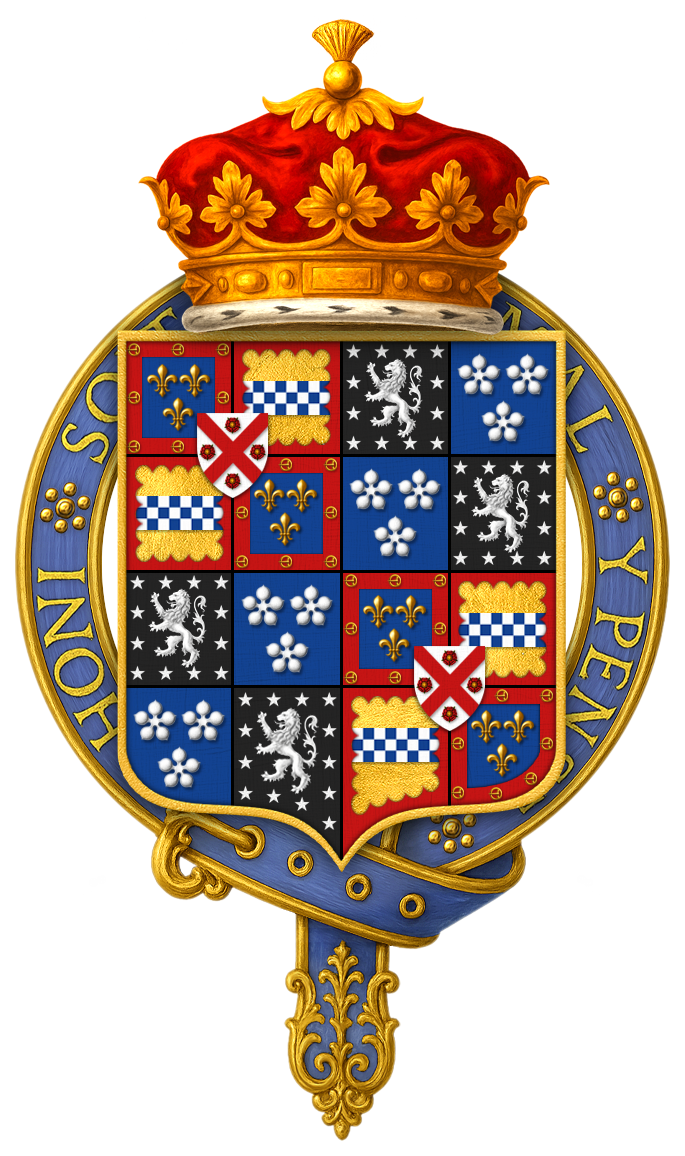
Stemma di James. Da notare le insegne dell'Ordine della Giarrettiera

James Stewart ereditò il ducato di Lennox alla morte di suo padre (30 giugno 1624) e divenne membro dell'Ordine della Giarrettiera nel 1633.

### Matrimonio

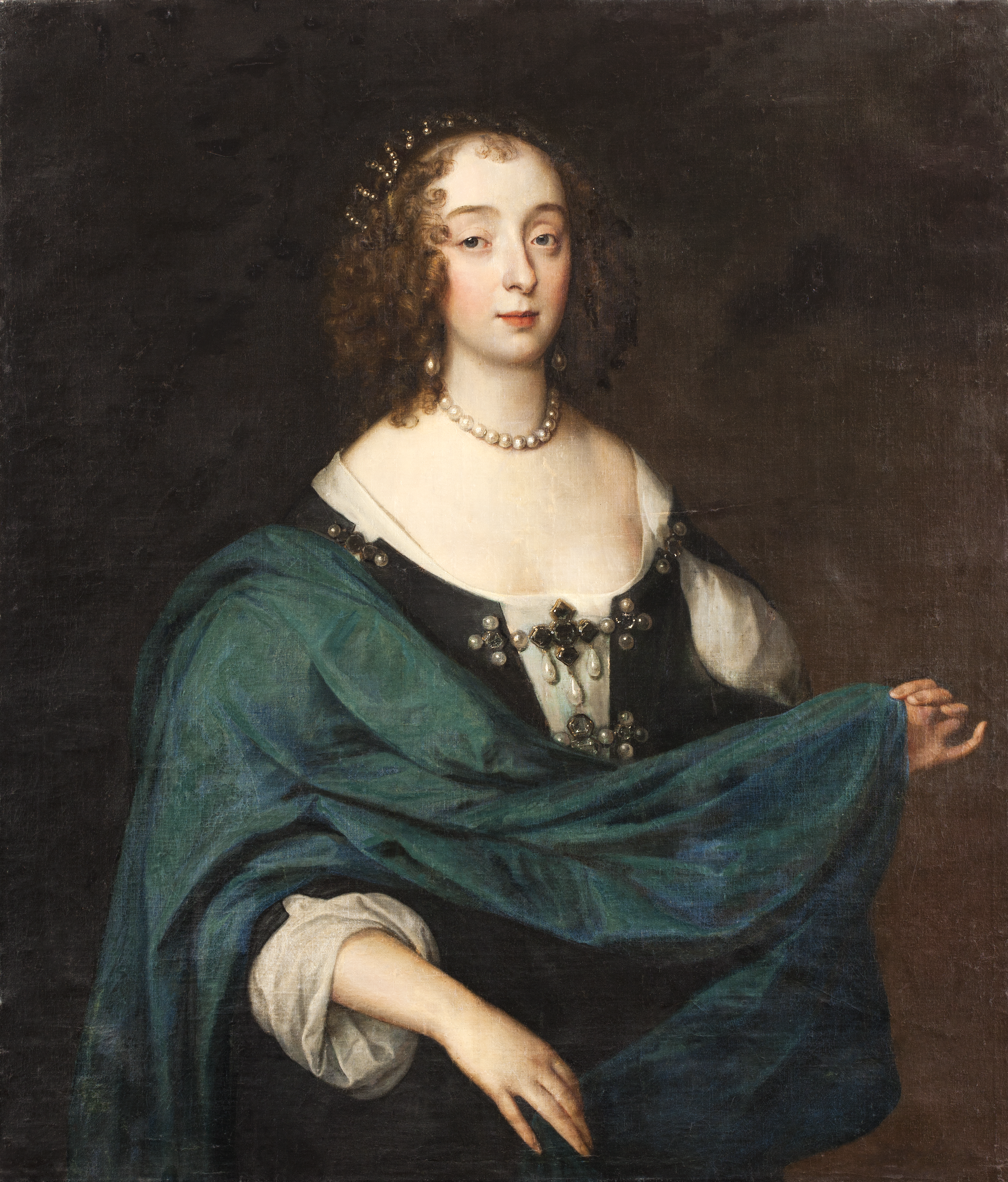
Un ritratto di Mary Stewart, duchessa di Richmond del 1640 circa custodito nel Castello di Skokloster

Il 3 agosto 1637 sposò Mary Villiers, sorella di George Villiers, duca di Buckingham e consigliere del re d'Inghilterra Carlo I Stuart durante i suoi anni giovanili.

### Ducato di Richmond

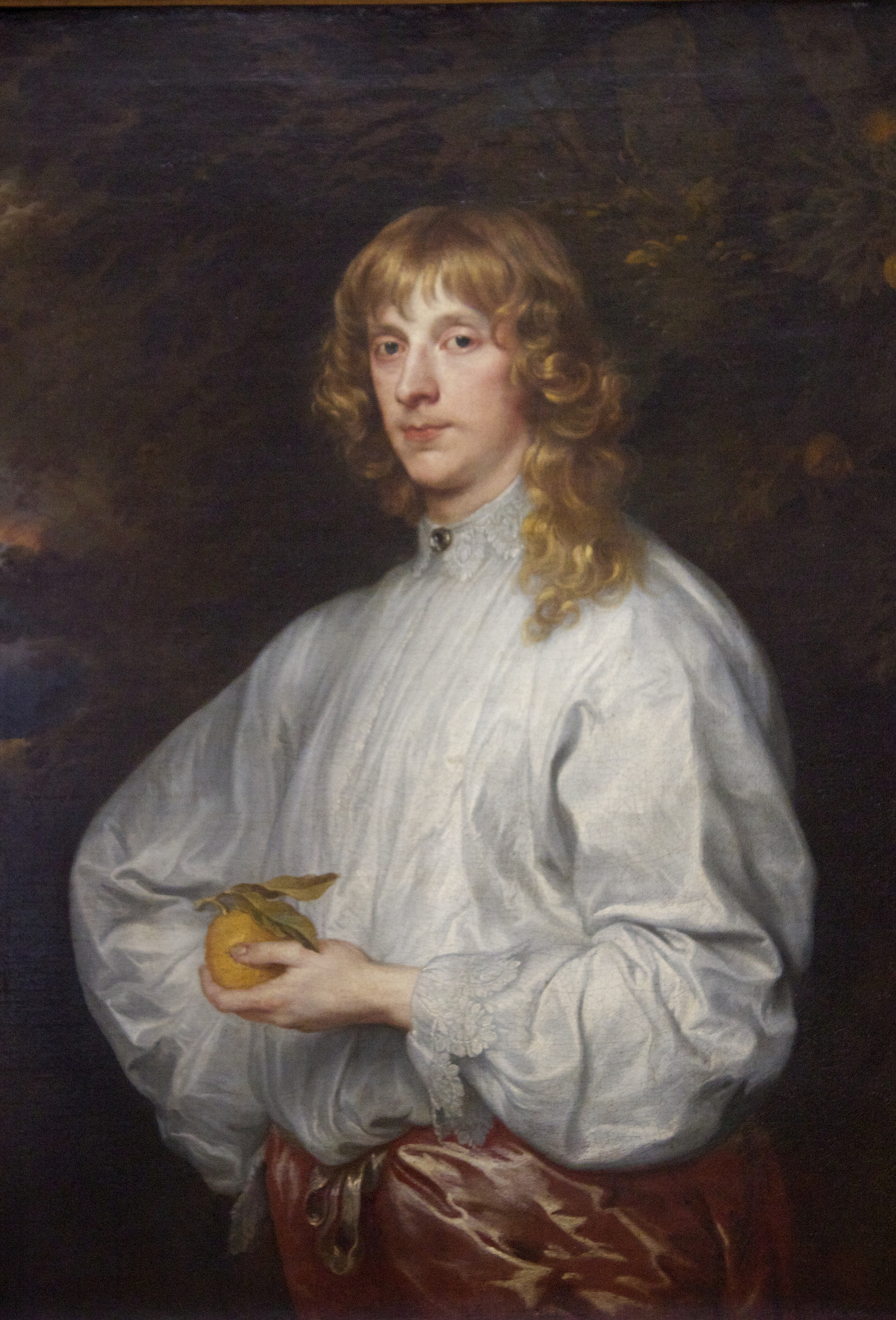
Ritratto di James Stewart, I duca di Richmond
Antoon van Dyck, Museo del Louvre

Il ducato di Richomnd passò in mano scozzese nel 1613 quando Ludovic Stewart, II duca di Lennox fu creato dal Re Conte di Richmond. Dieci anni più tardi, nel 1623, fu elevato al titolo di Duca di Richmond dal momento che aveva ottenuto da re Giacomo I Stuart Cobham Hall ed il feudo di Cobham, nel Kent, che divenne la principale residenza di famiglia.

### Incarichi a Corte

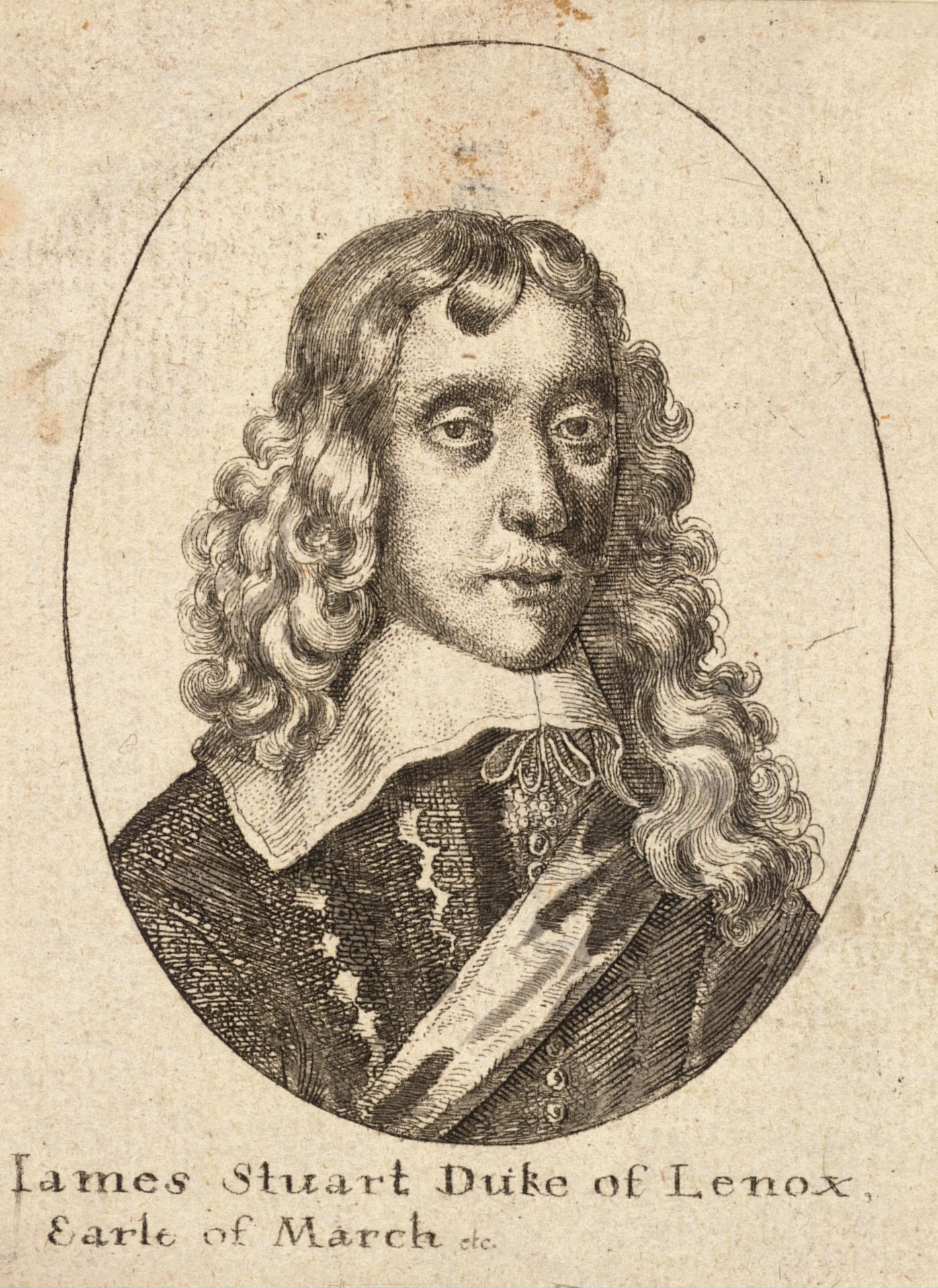
James, duca di Richmond e Lennox di Wenceslas Hollar

Cugino del re Carlo I, fu suo consigliere privato e membro di spicco del partito realista durante la guerra civlie inglese: tra il 1641 e il 1642 ricoprì l'incarico di Lord Warden of the Cinque Ports. L'anno seguente visse diversi mesi in esilio.

### Ultimi anni e morte

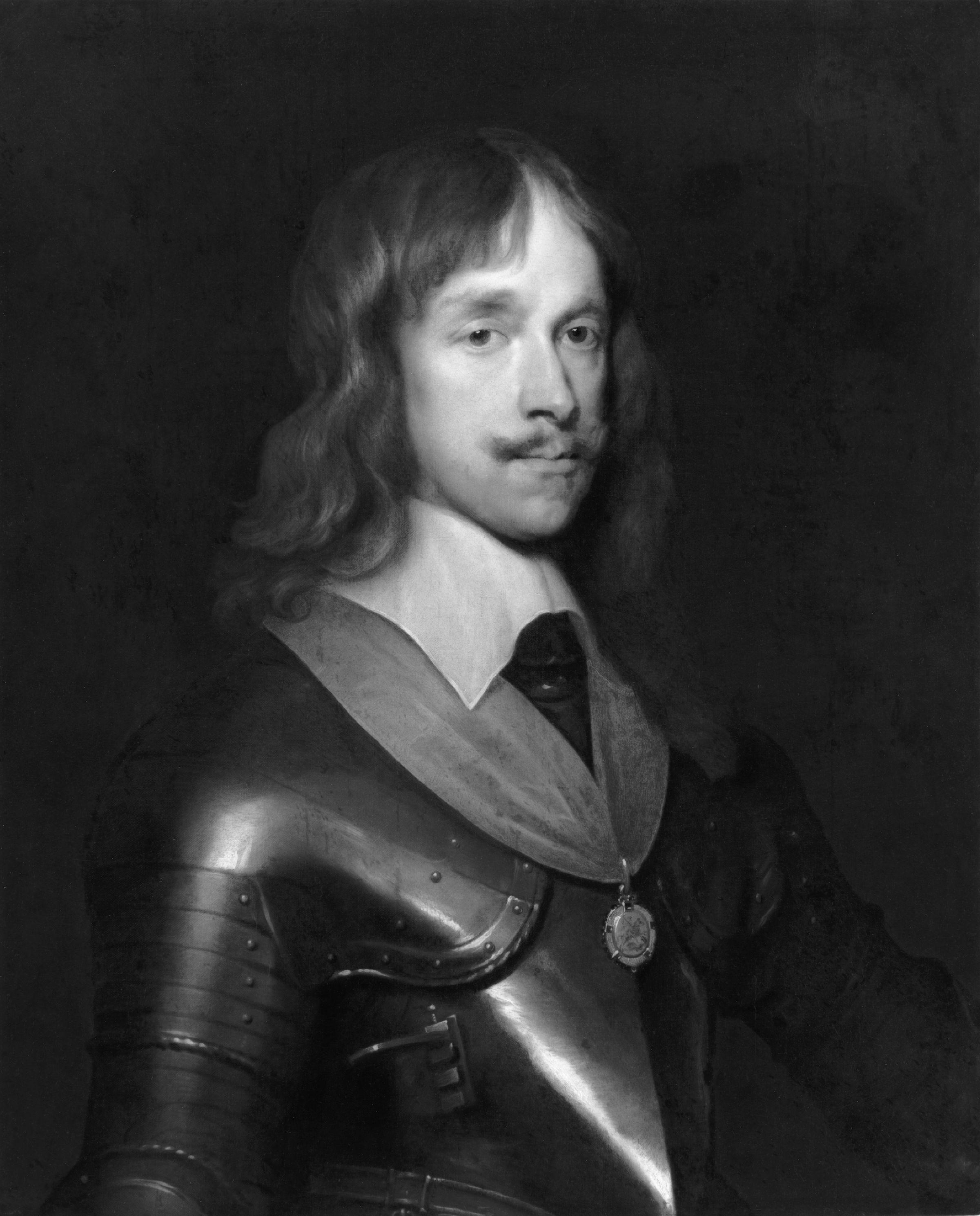
Il duca James ritratto da Theodore Russel

Tornato in Inghilterra, partecipò alla difesa della città in nome del Re.

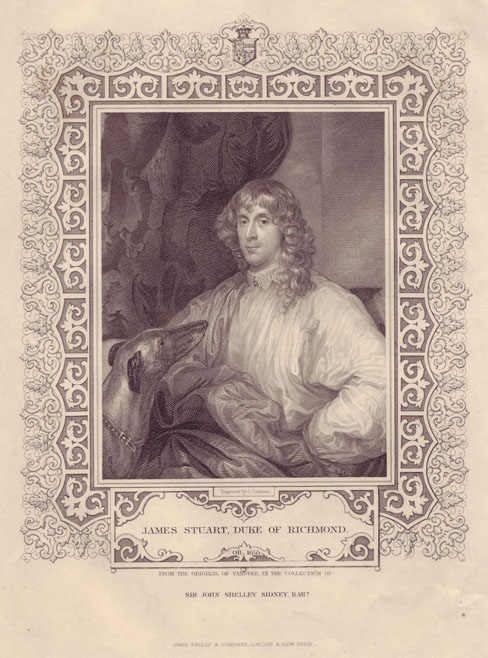
James Stewart in una stampa d'epoca

Morì il 30 marzo 1655 all'età di quarantadue anni e venne sepolto nella abbazia di Westminster, a Londra.

## Discendenza
Dal matrimonio tra Lord James e Mary Villiers nacquero:
- Esmé Stewart, II duca di Richmond e V duca di Lennox (2 novembre 1649 – 10 agosto 1660);
- Lady Mary Stewart (10 luglio 1651 – 4 luglio 1668),  sposò Richard Butler, I conte di Arran, non ebbero discendenza.